# Championnat du Togo de football 2009
Navigation
Saison 2006-2007 Saison 2011-2012
Le Championnat du Togo de football 2009 est la quarante-deuxième édition du Championnat National. Les seize meilleurs clubs du pays sont regroupés au sein d'une poule unique où ils s'affrontent deux fois, à domicile et à l'extérieur. En fin de saison, les quatre derniers du classement sont relégués et remplacés par les quatre meilleures équipes de deuxième division.
Le championnat a été remporté par le Maranatha FC. À la fin de la saison, le Maranatha FC s'était vu retirer des points à la suite de l'alignement d'un joueur possédant des papiers irréguliers et est relégué en seconde division. L'appel auprès du Tribunal arbitral du sport annule cette décision et confirme le titre du Maranatha FC.

## Qualifications continentales
Le champion du Togo se qualifie pour la Ligue des champions de la CAF 2010 tandis que le vainqueur de la coupe nationale obtient son billet pour la Coupe de la confédération 2010.

## Les clubs participants
| - Maranatha FC - ASKO Kara - Gomido Kpalimé - Promu de D2 - Dynamic Togolais - AC Semassi - AS Douanes Lomé - Kotoko FC - Étoile Filante de Lomé | - US Masseda - Abou Ossé FC - Kokori Metété - Tchaoujo AC - Togo Telecom FC - AS Togo-Port - Foadan FC - Promu de D2 - AC Merlan |

## Compétition
Le barème utilisé pour établir le classement est le suivant :
- Victoire : 3 points
- Match nul : 1 point
- Défaite : 0 point

### Classement
| Rang | Équipe                 | Pts | J  | G  | N  | P  | Bp | Bc | Diff |
| ---- | ---------------------- | --- | -- | -- | -- | -- | -- | -- | ---- |
| 1    | Maranatha FC           | 63  | 30 | 19 | 6  | 5  | 41 | 16 | +25  |
| 2    | ASKO KaraT             | 63  | 30 | 18 | 9  | 3  | 39 | 12 | +27  |
| 3    | Gomido KpaliméP        | 49  | 30 | 12 | 13 | 5  | 26 | 11 | +15  |
| 4    | Dynamic Togolais       | 46  | 30 | 12 | 10 | 8  | 27 | 21 | +6   |
| 5    | AC Semassi             | 45  | 30 | 11 | 12 | 7  | 24 | 20 | +4   |
| 6    | AS Douanes             | 41  | 30 | 10 | 11 | 9  | 22 | 18 | +4   |
| 7    | Kotoko FC              | 40  | 30 | 10 | 10 | 10 | 22 | 23 | -1   |
| 8    | Étoile Filante de Lomé | 40  | 30 | 9  | 13 | 8  | 27 | 23 | +4   |
| 9    | US Masseda             | 38  | 30 | 11 | 5  | 14 | 23 | 33 | -10  |
| 10   | Abou Ossé FC           | 38  | 30 | 9  | 11 | 10 | 21 | 22 | -1   |
| 11   | Kokori Metete          | 36  | 30 | 8  | 12 | 10 | 27 | 27 | 0    |
| 12   | Tchaoudjo AC           | 35  | 30 | 8  | 11 | 11 | 28 | 31 | -3   |
| 13   | Togo Telecom FC        | 30  | 30 | 7  | 9  | 14 | 18 | 38 | -20  |
| 14   | AS Togo-Port           | 28  | 30 | 6  | 10 | 14 | 26 | 41 | -15  |
| 15   | Foadan FCP             | 25  | 30 | 5  | 10 | 15 | 14 | 28 | -14  |
| 16   | AC Merlan              | 23  | 30 | 5  | 8  | 17 | 17 | 38 | -21  |

|  | Champion du Togo 2009                   |
|  | Relégation directe en deuxième division |
|  | T : Tenant du titre P : Promu de D2     |

## Bilan de la saison
| Championnat du Togo de football 2009 |                         |
| Champion                             | Maranatha FC (2e titre) |
| Qualifications continentales         |                         |
| Ligue des champions de la CAF 2010   | Aucun                   |
| Coupe de la confédération 2010       | Aucun                   |
| Promotions et relégations            |                         |
| Promus en Championnat National       | OC Agaza                |
| Promus en Championnat National       | Unisport de Sokodé      |
| Promus en Championnat National       | Okiti FC de Badou       |
| Promus en Championnat National       | Sara Sport FC de Bafilo |
| Relégués en Second Division          | Togo Telecom FC         |
| Relégués en Second Division          | AC Merlan               |